# مطيافية فلكية

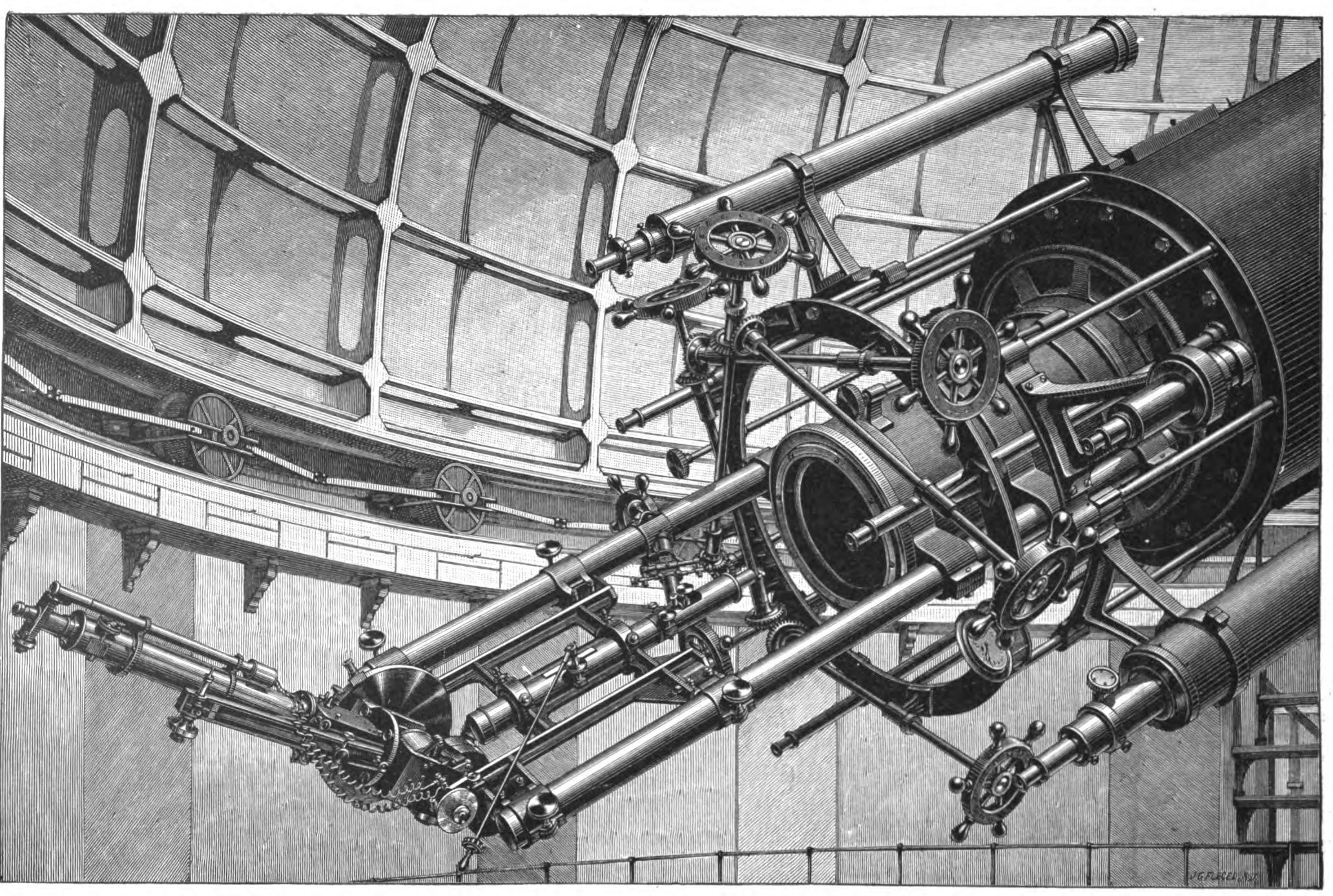
المطياف النجمي في مرصد ليك

المطيافيّة الفلكيّة (ملاحظة 1) هي دراسة الفلك باستخدام تقنيات المطيافية؛ لقياس طيف الإشعاعات الكهرومغناطيسية، والتي تتضمن الضوء المرئيّ وموجات الراديو، والتي تشعُّ من النجوم والأجرام السماويّة الأخرى. يمكن للطيف النجميّ أن يُظهر عدة خصائص للنجوم، منها: التركيب الكيميائيّ للنجم ودرجة الحرارة والكثافة والمسافة ودرجة الإشعاع/السطوع والحركة النسبيّة، وذلك باستخدام قياسات تأثير دوبلر. تُستخدَم المطيافية أيضًا لدراسة الخصائص الفيزيائيّة لعدد من الأجرام السماويّة الأخرى مثل الكواكب والمجرات والأنوية المجريّة النشطة والسديم.

## المطيافيات المستخدمة
تُستخدم المطيافيّة الفلكيّة لقياس ثلاثة أنواع من الإشعاع: الطيف المرئيّ والراديو والأشعة السينية. يتطلَّب الأمر في مختلف المطيافيات تطبيق وسائل مختلفة للحصول على الإشارة بناءً على التردد.
يمتص كلٌ من الأوزون (O3) والأكسجين الجزيئيّ (O2) الضوءَ ذا الأطوال الموجيّة التي تقل عن 300 نانومتر، مما يعني أنَّ مطيافية الأشعة السينيّة وفوق البنفسجيّة تتطلب استخدام تلسكوب قمر صناعيّ أو أجهزة كشف مُحمَّلة على الصواريخ. لموجات الراديو أطوال موجيّة أكبر من الإشارات المرئيّة، وتتطلَّب استخدام هوائيات أو أطباق راديو. تمتص مياه الغلاف الجوي وثاني أكسيد الكربون الجويّ الأشعة تحت الحمراء، لذلك تحتاج إلى الأقمار الصناعيّة لتسجيلها، بالرغم من أنَّ الجهاز مشابه لذلك المستخدَم في المطياف الضوئيّ.

### المطيافيّة الضوئيّة
يبحث الفيزيائيون في الطيف الشمسيّ منذ عصر إسحق نيوتن، استخدموا المنشور البسيط أولًا لملاحظة خواص انعكاس الضوء. وفي القرن التاسع عشر، استخدم جوزيف فون فراونهوفر مهاراته في صناعة النظارات لصناعة منشور نقيّ، مما أتاح له أن يُلاحظ 574 خطًا مُظلمًا في الطيف المستمر. ثم استطاع أن يدمج التلسكوب والمنشور معًا لملاحظة طيف القمر والمريخ والزهرة ونجوم أخرى مثل منكب الجوزاء، واستمرت شركته في صناعة وبيع التلسكوبات عالية الجودة بناءً على تصميماته حتى أُغلقت الشركة عام 1884.
يُحدُّ حجم المنشور مدى استبانته؛ حيث يوفِّر المنشور كبير الحجم طيفًا أكثر تفصيلًا، ولكن زيادة الكتلة لا تجعله مناسبًا للعمل المُفصَّل للغاية. حُلت تلك المشكلة في أوائل القرن العشرين مع تطوير الحواجز الشبكيّة العاكسة عالية الجودة، والتي طوَّرها جون ستانلي بلاسكيت في كندا. ينعكس الضوء المرتطم بالمرآة بنفس الزاوية، ولكن سينكسر القليل من الضوء بزاوية مختلفة؛ بناءً على معامل انكسار المادة والطول الموجيّ للضوء. وبصنع الحواجز الشبكيّة المشقوقة، التي تستخدم عددًا كبيرًا من المرايات المتوازية، يمكن تركيز تلك الكمية الصغيرة المنكسرة من الضوء، وبالتالي رؤيتها. وفرَّ المطياف الجديد صورة أكثر تفصيلًا عن المنشور، متطلبة كمية أقل من الضوء، ويمكنها أن تركز على منطقة معيَّنة من الطيف بإمالة الحواجز.

### مطيافية الراديو
تأسس علم الفلك الراديوي على أعمال كارل جانسكي في بداية ثلاثينات القرن العشرين، عندما كان يعمل في مختبرات بل. بنى هوائيّ راديو للنظر في المصادر المحتملة التي تتدخَّل في عملية نقل موجات الراديو عبر المحيط الأطلنطي. كانت واحدة من مصادر الضوضاء المكتشفة ليست نابعة من الأرض، ولكن من مركز مجرة درب التبانة، عن كوكبة نجوم القوس. التقط جيمس ستانلي هاي تردد موجات الراديو النابعة من الشمس في 1942، باستخدام المستقبلات والردارات العسكريّة. وبدأ المطياف الراديوي باكتشاف خط 21-سنتيمتر في 1951.
برز مقياس التداخل الراديوي في عام 1946، عندما استخدم جوزيف لايد باوسي (
Joseph Lade Pawsey) وروبي سكوت وليندساي ماكريدي هوائيًّا واحدًا من أعلى منحدر بحري لملاحظة الإشعاع الشمسيّ بتردد 200 ميجا هيرتز. تولَّد التداخل عن طريق شعاعين واردين، أحدهما مباشر من الشمس والآخر منعكس من سطح البحر. بُني أول مقياس للتداخل متعدد المستقبلات في نفس العام بمجهود كل من مارتن رايل وفونبرغ. نشر رايل وأنتوني هيويش تقنية توليف الفتحة (aperture synthesis) لتحليل بيانات مقياس التداخل. تتضمن عملية توليف الفتحة كل من الآتي: عملية الترابط التلقائيّ وعملية تحويل فورييه المتقطع للإشارة الواردة، لتغطي كلًا من التغيرات المكانيّة والتردديّة في التدفق. وكانت النتيجة صورة ثلاثية الأبعاد يتكون بُعدها الثالث من التردد. ولهذا العمل حاز رايل وهيويش جائزة نوبل في الفيزياء عام 1974.

## النجوم وخصائصها

### الخصائص الكيميائيّة
استخدم نيوتن المنشور البسيط لتفريق الضوء الأبيض إلى طيف من الألوان، كما مكَّن منشور فراونهوفر عالي الجودة العلماء أن يروا خطوطًا مظلمة صادرة عن مصدر غير معروف. استطاع غوستاف كيرشهوف وروبرت بنزن وصف ظاهرة الخطوط المظلمة.:42–44 تُنتج الأجسام الصلبة الساخنة ضوءً ذا طيف مستمر، بينما تبعث الغازات الساخنة ضوءً بأطوال موجيّة محددة، والأجسام الصلبة الساخنة المحاطة بالغازات الأبرد تُظهر طيفًا شبه مستمر بخطوط مظلمة تتوافق مع انبعاثات خطوط الغازات. وبمقارنة خطوط الامتصاص من الشمس بطيف الانبعاث من الغازات المعروفة، يمكن تحديد التركيب الكيميائيّ للنجوم.

### درجة الحرارة والحجم
في عام 1860، اقترح غوستاف كيرشهوف فكرة الجسم الأسود؛ تلك المادة التي تبعث الإشعاع الكهرومغناطيسي بكافة الأطوال الموجيّة. وفي عام 1894، استنتج فلهلم فيين علاقة تربط درجة حرارة الجسم الأسود بذروة الطول الموجي لانبعاثاته (λmax).
{\displaystyle \lambda _{\text{max}}T=b}
حيث b هي ثابت التناسب، ويسمى ثابت استبدال فيين، ويساوي 2.8977729(17)×10−3 متر-كلفن. وتسمى تلك المعادلة باسم قانون فيين. وبقياس ذروة الطول الموجي للنجم، يمكن معرفة درجة حرارة سطحه. على سبيل المثال، إذا كانت ذروة الطول الموجي للنجم 502 نانومتر، تكون الحرارة 5778 كلفن.

## المجرّات
تشبه أطياف المجرات أطياف النجوم، حيث إنها تتكون من الضوء الناتج عن ملايين النجوم. أظهرت الدراسات التي أجراها فريتز زفيكي سنة 1937 وفق مبدأ دوبلر للعنقود المجري أن معظم المجرات تتحرك بصورة أسرع مما بدت عليه فيما كان معروفًا باسم كتلة العنقود. افترض زفيكي وجود الكثير من المادة غير الساطعة في العنقود المجري بالضرورة، والتي عُرفت فيما بعد باسم المادة المظلمة. ومنذ هذا الاكتشاف يعتبر الفلكيّون أن جزءً كبيرًا من المجرات (ومعظم الكون) يتكوَّن من المادة المظلمة. لكن جاء العثور على أربع مجرات تحتوي على القليل من المادة المظلمة أو ربما لا تحتوي عليها لتؤثر في حركة النجوم الموجودة بها معارضًا لهذا الاكتشاف، والسبب وراء غياب هذه المادة منها غير معلوم حتى الآن.
وفي خمسينات القرن العشرين وجدت بعض المصادر الراديوية القوية، وثبت ارتباطها بأجسام حمراء خافتة للغاية. وعندما أُخذ الطيف الأول لهذه الأجسام، كان هناك خطوط امتصاص ذات أطوال موجيّة غير متوقعة. ثم أدرك الجميع بعد ذلك أن ما اُكتشف هو طيف مجري اعتياديّ، ولكنه شديد الانحياز للأحمر. سُميت تلك الأجسام الكويزار أو النجوم الزائفة، وكان هونغ يي تشو هو من أطلق عليها هذا الاسم عام 1964. يُعتقد الآن أن الكويزار مجرات تكوَّنت في السنوات الأولى من عمر الكون، مستمدة طاقتها القصوى من الثقوب السوداء العملاقة.
يمكن تحديد خصائص المجرة أيضًا بتحليل النجوم الموجودة بها. فمجرة إن جي سي 4550 هي مجرة تقع في عنقود العذراء المجري، ويتكوَّن جزء كبير منها من نجوم تدور في عكس اتجاه الجزء الآخر. يُعتقد أن تلك المجرة تكونت من مجرتين صغيرتين كانت نجوم كل منهما تدور في عكس اتجاه الأخرى. تساعد النجوم الساطعة في المجرات على تحديد بُعد مسافة المجرة، حيث يمكن أن تكون تلك الطريقة أكثر دقة من التزيّح أو الشموع القياسيّة.

## الوسط بين النجميّ
الوسط بين النجميّ هو المادة التي تشغل الفضاء بين الأنظمة النجميّة في المجرة. يتكوَّن 99% من هذا الوسط من غازات الهيدروجين والهيليوم، بالإضافة إلى كميات أقل من العناصر المتأينة مثل الأكسجين. و1% منها يتكوَّن من جزيئات الغبار، يُعتقد أنها جرافيت وسيليكات وجليد. يُشار لسحب الغازات والغبار باسم السديم.
يوجد ثلاث أنواع رئيسة من السُدم: سديم الامتصاص وسديم الانعكاس وسديم الانبعاث. سديم الامتصاص (أو السديم المظلم) مصنوع من الغبار والغازات بكميات كافية لحجب ضوء النجم القابع خلفها، مما يُصعِّب القياس الفلكيّ الضوئيّ. أما سديم الانعكاس، وكما يشير اسمه، يعكس ضوء النجوم القريبة منه. تتماثل أطيافها مع أطياف النجوم المحيطة بها، بالرغم من أن الضوء أشد زرقة، إذ تتبعثر الأطوال الموجيّة الأقصر بشكل أفضل من الأطول. تبعث سُدم الانبعاث الضوء بأطوال موجيّة محددة بناءً على تركيبها الكيميائيّ.

### سُدم الانبعاث الغازي
في السنوات الأولى من المطيافيّة الفلكيّة، حيَّر العلماء طيف من السُدم الغازية. وفي 1864، لاحظ ويليام هوغنز أن العديد من السُدم تُظهر خطوط انبعاث بدلًا من إظهار طيف كامل كالنجوم. واستنتج بناءً على عمل كيرشهوف أن السُدم تحتوي على «كميات ضخمة من الغاز الساطع أو البخار». وبالرغم من ذلك، كان هناك انبعاثات لا يمكن ربطها بأي عنصر أرضيّ، وكان الأشد سطوعًا منهم بطول 495.9 نانومتر و500.7 نانومتر. نُسبت تلك الخطوط إلى عنصر جديد يسمى النبيوليوم (Nebulium)، حتى حدد إيرا بوين (Ira Sprague Bowen) عام 1927 أن خطوط الانبعاث كانت نابعة من الأكسجين شديد التأين (O+2). لا يمكن محاكاة هذا الانبعاث معمليًا لأن تلك الخطوط محظورة؛ حيث يتيح انخفاض كثافة السديم (ذرة لكل سنتيمتر مكعب) للأيونات شبه المستقرة أن تتحلل خلال انبعاث الآلية المحظورة بدلًا من الاصطدام بالذرات الأخرى.
لا توجد كل انبعاثات السُدم بالقرب من النجوم أو حولها حيث تسبب السخونة النجميّة عمليّة التأيُّن. تتكوَّن غالبية الانبعاثات الغازية من الهيدروجين المتعادل. لدى الهيدروجين المتعادل في الحالة القاعية حالتي لف مغزلي ممكنتين: يكون للإلكترون نفس اتجاه أو عكس اتجاه لف البروتون. وعندما تنتقل الذرة بين هاتين الحالتين، تطلق انبعاثًا أو خط امتصاص بطول 21 سم. يقع هذا الخط خلال نطاق الراديو ويسمح بقياسات دقيقة للغاية:
- تُقاس سرعة السحابة بتأثير/انزياح دوبلر
- تعطي قوة خط 21 سم قيمة الكثافة وعدد الذرات في السحابة
- يمكن حساب درجة حرارة السحابة[18]

وباستخدام تلك الملعومات أمكن تحديد شكل مجرة درب التبانة بأنها مجرة حلزونيّة، مع بقاء العدد المحدد للأذرع الحلزونيّة ومكانها، موضع البحث العلمي.

### الجزيئات المعقدة
لا يكتفي الغبار والجزيئات الموجودة في الوسط بين النجميّ بحجب القياس الفلكيّ الضوئيّ فحسب، ولكنها تسبب خطوط الامتصاص في المطياف أيضًا. تتولَّد خصائصها الطيفيّة بواسطة تنقُّل الإلكترونات بين مستويات الطاقة المختلفة، أو بالأطياف الدورانيّة أو الاهتزازيّة. يحدث الكشف عنها في موجات الراديو والميكروويف والأشعة تحت الحمراء من الطيف. يمكن للتفاعلات الكيميائيّة المكوِّنة لتلك الجزيئات أن تحدث في السحب الباردة المشتتة أو من المقذوف الساخن حول نجم القزم الأبيض من المُسْتَعِر أو المُسْتَعِر الأعظم. تتجمَّع جزيئات مثل الأسيتيلين معًا لتكوين الجرافيت، كما اُكتشفت بعض الجزيئات العضويّة الأخرى مثل الأسيتون وبوكمينستر فوليرين.

## الكواكب والكويكبات والمذنبات
تعكس الكواكب والكويكبات والمذنبات الضوء من نجومها الأم، وتبعث ضوءها الخاص. أما بالنسبة للأجسام الأكثر برودة، مثل كواكب وكويكبات النظام الشمسيّ، يتكوَّن معظم الانبعاث من الموجات تحت الحمراء ولا يمكننا رؤيتها، ولكنها تُقاس دوريًا بواسطة المطياف. وبالنسبة للأجسام المحاطة بالغازات، مثل المذنبات والكواكب ذات الغلاف الجويّ، يحدث المزيد من الانبعاث والامتصاص عند أطوال موجيّة معينة في الغاز، طابعة طيف الغاز على هذا الجسم الصلب. وبالنسبة لحالات العوالم ذات الغلاف الجويّ السميك أو غطاء سحابيّ كامل (مثل الزهرة وقمر زحل والعملاق الغازي)، يكون الطيف جزئيًا أو كليًا بسبب الغلاف الجويّ وحده.

### الكواكب
يحتوي الضوء المنعكس من الكوكب على أحزمة امتصاص بسبب المعادن في الصخور الموجودة في الأجسام الصخريّة، أو بسبب العناصر والجزيئات الموجودة في الغلاف الجويّ. اُكتشف أكثر من 3,500 كوكب خارج المجموعة الشمسيّة. تتضمن المشتري الحار، وكواكب شبيهة بالأرض. وباستخدام المطياف، اُكتشفت مركبات مثل المعادن القلويّة، وبخار الماء، وأول أكسيد الكربون، وثاني أكسيد الكربون، والميثان.

### الكويكبات
يمكن تصنيف الكويكبات في ثلاث أنواع رئيسة حسب أطيافها. وضع كلارك تشابمان ودافيد موريسون وبين زيلنر التصنيفات الأصلية في 1975، ووسَّعها بعد ذلك ديفيد ثولين (David J. Tholen) سنة 1984. فيما يُعرف الآن باسم تصنيف ثولين، تتكوَّن الكويكبات الكربونية (المجموعة C) من مواد كربونيّة، والمجموعة S من سيليكات، والمجموعة X من المعادن. يوجد تصنيفات أخرى للكويكبات غير المعتادة. الأكثر انتشارًا هي كويكبات C وS. تطوَّر تصنيف ثولين في عام 2002 إلى تصنيف SMASS، موسِّعًا عدد الأصناف من 14 إلى 26 من أجل تحليل مطيافيّ أكثر دقة للكويكبات.

### المذنبات
تتكوَّن أطياف المذنبات من الطيف الشمسيّ المنعكس من السحب الغباريّة المحيطة بالمذنب، وخطوط الانبعاث من الذرات الغازيّة والجزيئات الفلوريّة المثارة بواسطة ضوء الشمس و/أو التفاعلات الكيميائيّة. فمثلًا، تحدد تركيب مذنب آيسون الكيميائيّ بواسطة المطياف بسبب الانبعاث الملحوظ للسيانوجين، بالإضافة لذرتين أو ثلاث ذرات من الكربون. وبالقرب من المذنبات يمكن رؤية الرياح الشمسيّة بالأشعة السينيّة طائرة إلى ذؤابة المذنب ويتم معادلتها. وبالتالي تعكس صورة الأشعة السينية للمذنب حالة الرياح الشمسيّة أكثر من حالة المذنب.

## هوامش
ملاحظة 1 يقابلها بالإنجليزيّة: Astronomical spectroscopy

## اقرأ أيضا
- جهاز مطياف الطاقة المظلمة
- خط طيف
- مطيافية
- كثافة التدفق الطيفي
- مطيافية الأشعة تحت الحمراء
- مطياف الإلكترونات
- مطيافية الكتلة